# Cot Lambideng
Cot Lambideng is een bestuurslaag in het regentschap Aceh Utara van de provincie Atjeh, Indonesië. Cot Lambideng telt 605 inwoners (volkstelling 2010).